# Звернення Денікіна до населення Малоросії
Звернення Денікіна до населення Малоросії— історичний документ, представляв собою меморандум, декларацію, маніфест, яким означала Білорусь. руху на півдні Росії і принципи його національної політики щодо території і населення України.
Підписаний генералом Антоном Денікіним як головнокомандуючим Збройними силами Півдня Росії (ЗСПР), складений при участи публіциста Василія Шульгіна, професора історії Павла Новгородцева, начальника Відділу народної просвіти І. Малинина та інших громадських діячів 25 (12) серпня 1919 року в Таганрозі. Опубліковано повсемістно в білогвардійській прессі міст Півдня Росії в серпні — вересні 1919 року.

## Історія створення
Напередодні вступу добровільних військ в Київ наприкінці серпня 1919 року голова управління Особого совещания кадет И. Малинин, виконуючи також функції начальника відділу народного просвітництва в уряді білих, а також колишній професор і відомий юрист Павло Новгородцев отримав доручення Денікіна становити політичне звернення головнокомандувача ЗСПР до населення занятих білими територіями на Україні.
Документ був підготовлений у місці розташування ставки головнокомандувача в Таганрозі 12 (25) серпня 1919 року, і потім був опублікований в періодичній пресі на підконтрольній білій території Півдня Росії. Так, у Харкові звернення "До населення Малоросії" було опубліковано 14 (27) серпня 1919 року, зокрема, в газеті "Нова Росія"; у Києві - 21 серпня (3 вересня) 1919 року в газеті «Киянин», через три дні після взяття Києва Добровольчою армією та ін.
Як пише українсько-американський історик Ганна Процик, звернення адресувалося передусім простим селянським масам, а також аполітичним, консервативним дрібним землевласникам, які, на думку білих, були вірні культурним традиціям та мові, але не симпатизували боротьбі українського руху за незалежність. Білі сподівалися, на думку дослідника, обмежені культурні права, обіцяні у зверненні, викличуть довіру селян і забезпечать підтримку землевласників.

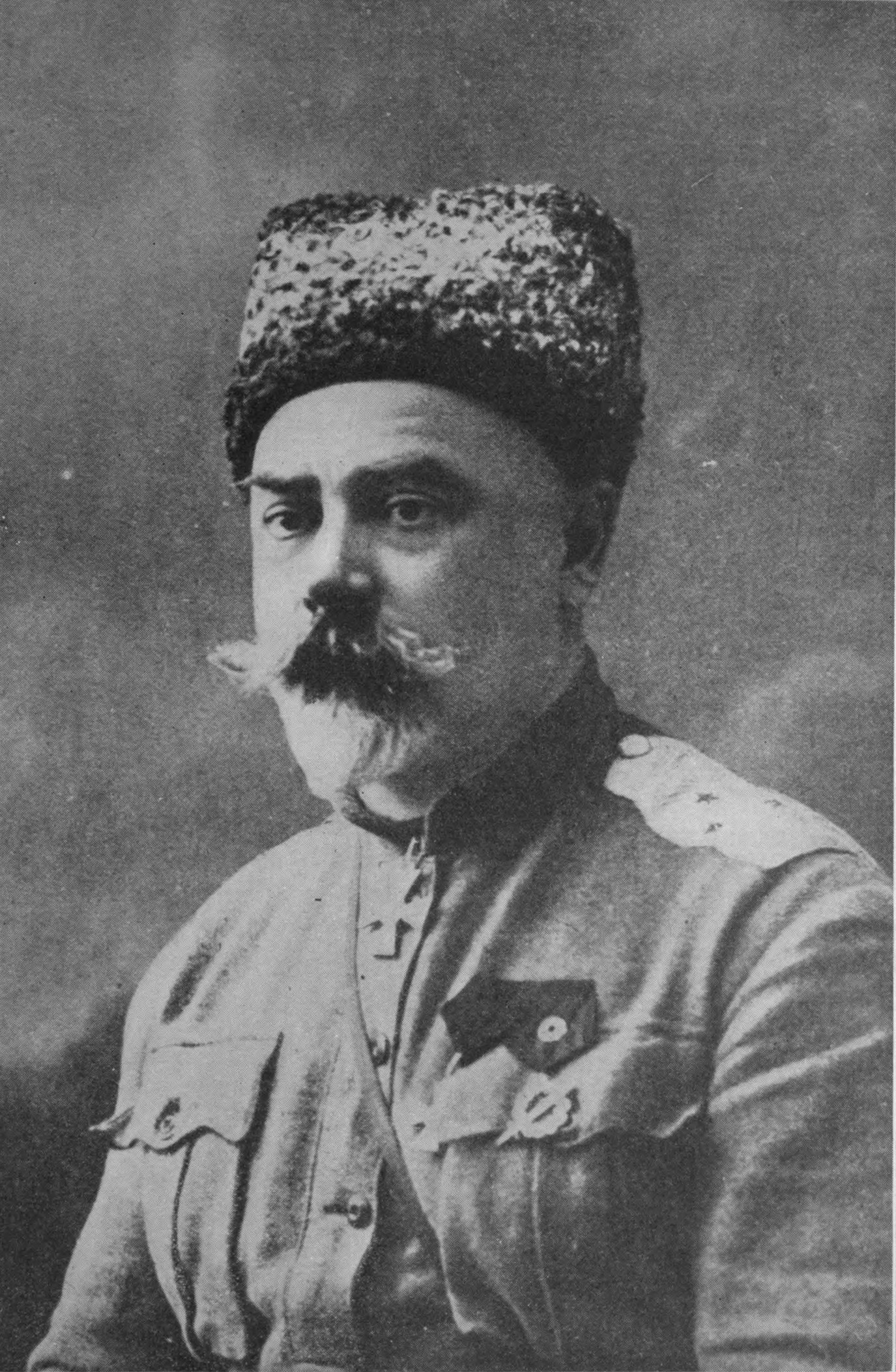
Антон Денікін

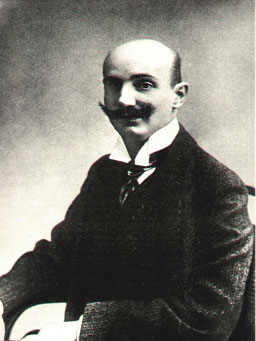
Василій Шульгін

Російський історик, кандидат історичних наук А. С. Пученков писав, що представники добровольчої адміністрації знаходили «Звернення» «надзвичайно вдалим і формою, і змістом». Історик наводить приклад, що член Особливої Наради В. А. Степанова у розмові з кореспондентом однієї з білих газет стверджував, що „українське питання“ цілком вичерпується декларацією генерала А. І. Денікіна».

## Зміст

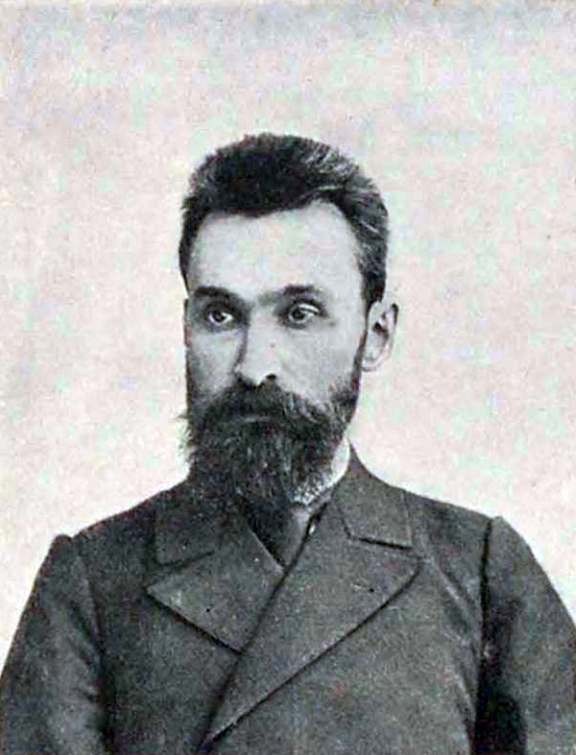
Павел Новгородцев

Головною метою Добровольчої армії в «Зверненні» було визначено відновлення єдиної та неподільної Росії, яке називалося обов'язковою умовою відновлення незалежності країни, нормального функціонування та повноцінного розвитку її економіки. До Києва, як матері міст російських, наближаються війська білих із єдиною метою повернути втрачене єдність російського народа. Вороги Росії, як пояснювалося в документі, прагнуть послабити країну і тому підтримують рух, який ставить за мету відокремлення від Росії дев'яти її південних губерній та об'єднання їх в «Українську державу». Прагнення відокремити малоросійську гілка російського народу, як повідомлялося у зверненні, не залишено і сьогодні . Як основного ворога, що веде «злу справу створення самостійної Української держави», називався Симон Петлюра. Цей рух називалося зрадницьким. В «Зверненні» йшлося про німецьке походження «українства». Однак давалося застереження, що весь цей зрадницький рух має бути чітко відокремлений від місцевих зусиль, що надихаються любов'ю до рідного краю, його самобутності та його місцевої народної мови. Російська мова оголошувалась документом державним, що використовується у всіх урядових установах та державних шкільних закладах. Водночас всім бажаючих гарантувалося використання місцевого малоросійського мови у приватних школах, установах місцевого самоврядування та місцевих судах. Оголошувалося також свобода малоросійської у пресі. У «Зверненні» було наголошено, що на користь місцевого населення вже здійснюється децентралізація місцевого самоврядування.

## Історичні оцінки
Історик Ганна Процик звертає увагу на факт, що незважаючи на те, що в момент публікації меморандуму Денікіна Київ був зайнятий Червоною армією, у зверненні до цього практично не приділяється уваги, вся ж риторика документа спрямована проти Симона Петлюри та армії УНР. Також документ було опубліковано невдовзі після зустрічі у Києві білих та петлюрівських військ. Тим самим дослідником робиться висновок, що влітку 1919 саме сили УНР, а не більшовики становили найбільшу загрозу для однієї з головних цілей білих - єдиної і неподільної Росії.
Харківські історики Валерій Семененко та Людмила Радченко на підставі тексту звернення Денікіна зі словами про звинувачення Симона Петлюри у продовженні своєї «злої справи створення самостійної Української держави» та боротьби проти «відродження Єдиної Росії» роблять висновок, що внаслідок таких дій для антиденікінського руху в Україні існували соціальні та національні передумови.
Радянський художник, пропагандист і карикатурист Борис Єфімов охарактеризував звернення Денікіна до населення Малоросії як «напишно-загрозливе».
Томський дослідник І. Наумова вважає, що «Зверненням» виявилася сформована національна політика білих і був визначений «розмір культурного самовизначення» населення України в умовах війни, при цьому О. І. Денікін вважав, що у мирний час це питання могло бути вирішено по- іншому.
Історик А. С. Пученков пише, що «Звернення» було складено на кшталт поглядів Василя Шульгіна на українське питання. «Шульгін та його прихильники відігравали провідну роль у втіленні в життя національної політики в галузі українського питання. Українська газета — наводить інформацію історик — із гіркотою зауважувала: „Денікін за допомогою Шульгіна знищив українські школи, українські суди, закони, все, все“».